# Josep Aymerich i Cortillas
Josep Aymerich i Cortillas (l'Ametlla del Vallès, 1945) fou un comerciant que participà en la política municipal de l'Ametlla del Vallès.
El 9 de novembre de 1974, Rodolfo Martín Villa, governador civil de Barcelona, nomenà alcalde de l'Ametlla Josep Aymerich i Cortillas, el qual governà amb un equip format per l'anterior alcalde, Daniel Draper, i Jaume Marquès, Josep Canudas, Pere Jofre i Josep Permanyer Boter.
Durant el seu mandat va haver d'afrontar la mobilització ciutadana que començà a formar-se durant els darrers anys del franquisme i que es va desenvolupar plenament després de la mort de Franco. Una mostra de la mobilització ciutadana és que l'Associació de Veïns de l'Ametlla va arribar a tenir prop de tres-cents socis, sobre un total de mil cinc-cents veïns i, a més, va aconseguir que l'ajuntament li cedís un local (l'antic escorxador) i s'hagués d'avenir a discutir-hi temes del govern municipal, la qual cosa es produïa a desgrat de l'alcalde, que considerava la presència dels veïns als plens una coacció als membres del consistori. El 7 d'octubre de 1978, Aymerich convocà els veïns a un referèndum perquè decidissin sobre la continuïtat del consistori fins a la celebració d'eleccions, però les seccions locals dels partits polítics de l'oposició democràtica (PSC, PSUC, CiU) ho van considerar del tot il·legal i van fer campanya per l'abstenció; al final, van votar 547 persones (aproximadament un 50% del cens del municipi), de les quals 509 es mostraren favorables a la continuïtat.
També en el seu govern es declararen urbanitzables les àrees de: la Miranda, el Serrat, Can Reixach, Turons del Vallès, Montguit, Sant Genís, les Roquetes, la Fustera i el Pinar de Rosanes, es recobrà l'administració del cementiri, que des de l'any 1939 havia passat a dependre de la parròquia, i va tenir lloc la compra de la sala de teatre, annexa al Cafè Bassa, una obra modernista de Joaquim Raspall, que durant més de seixanta anys va ser el local social dedicat als actes públics: teatre, cinema i sala de ball.